# رومینوکوک
رومینوکوک (به لاتین Ruminococcus) نوعی باکتری درون روده انسان است که در سیرابی نشخوارکنندگان هم هست. وظیفه اصلی این باکتری، تجزیه سلولز است.

## فوائد
رومینوکوک سلولز را به گلوکز و اسیدچرب زنجیر کوتاه (SCFA) آبکافت می‌کند؛ اما جذب بدن انسان نمی‌شود؛ در حالی که به تولید برخی ویتامینهای ب و ک و تولید میکروب کش‌ها می‌انجامد. بیشتر گاز روده انسان و گاز معده گاو ناشی از فعالیت این باکتری است. پژوهش‌هایی دربارهٔ کارکرد این میکروب بر کارکرد انسان صورت پذیرفته‌اند؛ ثابت شده که مبتلایان به بیماری التهابی روده فقر رومینوکوک دارند. همچنین این باکتری بردرخودماندگی و مرض قند تأثیر دارد .